# 島崎貴光
島崎 貴光（しまざき たかみつ、1978年11月21日 - ）は、日本のソングライター、編曲家、音楽プロデューサー、原盤制作ディレクター。東京都出身。スマイルカンパニー所属。
作家育成講座「MUSiC GARDEN」を主宰し、大勢のプロ作家を輩出。雑誌での連載や、書籍の執筆活動も行う。

## 経歴
SMAP・A.B.C-Z・Hey! Say! JUMP・少年隊・滝沢秀明・AKB48・SKE48・NMB48・玉置成実・柏木由紀・前田敦子・w-inds.などへの楽曲提供・プロデュース、アニメ・ゲーム「金色のコルダ」「遙かなる時空の中で」「CR戦国無双」「パチスロ三國志」「クロスファイト ビーダマン」「カードファイト!!ヴァンガードアジアサーキット編」「イケメン戦国」、ジャニーズ事務所の舞台「PLAYZONE」「滝沢演舞城」「JOHNNYS' World -ジャニーズ・ワールド-」など、幅広く楽曲提供・音楽プロデュース・制作を手掛けている。
月刊DTMマガジンでは、連載「島崎塾」「島崎流」を10年間執筆&連載。
2015年2月25日には、リットーミュージックより、初の音楽書籍「「これが知りたかった! 音楽制作の秘密100～作曲/編曲/作詞からコンペ必勝法まで現役プロが明かすQ&A形式ノウハウ集～」を発売。Amazon音楽理論書ランキングにて1位を記録。同年12月25日には、2冊目の書籍「作詞の勉強本～目線と発想の拡大が共感を生む物語を描き出す鍵となる」を発売。Amazon音楽一般本ランキングにて1位を記録。2017年3月15日には、3冊目の書籍「作曲・編曲・作詞でプロになりたい人が成功する方法　挫折する理由～作家デビューを果たし コンペを勝ち抜くための本～」を発売。Amazon音楽一般本ランキングにて2位を記録。

## 略歴
2004年より、自身が立ち上げた作家育成講座「MUSiC GARDEN」（元「MJ-Studio」）の講師として、作詞・作曲・編曲を指導し、多数のプロを輩出。月刊「DTMマガジン」にて連載「島崎塾」を執筆する。プロ作家を輩出。その後「島崎流」と名を変え、10年連載。2006年にはw-inds.の「ブギウギ66」、中ノ森BANDの「Fly High」の2作品で「第48回日本レコード大賞」金賞をダブル受賞した。日本有線大賞にてw-inds.に提供した「ブギウギ66」が有線音楽賞を受賞。2007年、日本音楽著作権協会全面広告に起用。雑誌「サウンド&レコーディングマガジン」「bounce」に掲載される。女性ボーカリスト・凛をプロデュース。ミニアルバム「凛として...」でデビュー。（PS3「BLADE STORM-百年戦争-」TVCMタイアップ）2009年、原宿表参道元氣祭2009の審査員に起用される。2011年8月17日に発売されたSMAPのCDデビュー20周年記念ベスト・アルバム「SMAP AID」に収録された提供曲「はじまりのうた（作詞・作曲・編曲・サウンドプロデュース）」がSMAP全楽曲を対象としたファン投票において2位を獲得した。第47回日本クラウンヒット賞にて、SKE48に提供した「青空片想い」でシングルヒット賞を受賞。11月23日、凛がランティスより、メジャー・デビュー。（アニメ「クロスファイト ビーダマン」主題歌タイアップ）。
2014年9月14日、ソニー・ミュージック主催講座フェス「SONIC ACADEMY」に出演し、「作詞・作曲・編曲　全方位型クオリティアップ・採用術!」を開講。2015年5月16日、島村楽器新宿PePe店において、「書籍『これが知りたかった! 音楽制作の秘密100』発売記トークショー&デモ音源視聴会」を開催。10月3日、ソニー・ミュージック主催講座フェス「SONIC ACADEMY」に出演し、「伸び悩んでいる方への島崎流現状打破クリニック!」を開講。
2016年12月21日に発売されたSMAPのデビュー・25周年記念ベスト・アルバム「SMAP 25 YEARS」に収録された提供曲「はじまりのうた（作詞・作曲・編曲・サウンドプロデュース）」が、SMAP全楽曲を対象としたファン投票において17位を獲得した。

## 提供楽曲
- A.B.C-Z
  - SPACE TRAVELERS（作詞・作曲） - 7thDVD「SPACE TRAVELERS」収録曲
  - チートタイム（作曲・編曲） - 8thシングル「チートタイム」収録曲
- SMAP
  - はじまりのうた（作詞・作曲・編曲・サウンドプロデュース）
    - 18thアルバム『super.modern.artistic.performance』収録曲
    - 5thベスト・アルバム『SMAP AID』
    - 6thベスト・アルバム『SMAP 25 YEARS』収録曲
- Hey! Say! JUMP
  - 麗しのBad Girl（作詞・作曲） - CD未発表曲
- 玉置成実
  - Distance（作詞・作曲） - 5thシングル「大胆にいきましょう ↑Heart&Soul↑」収録曲
  - Everlasting（作詞・作曲） - 7thシングル「Fortune」 収録曲
  - DreamerS（Jamcrea名義にて作曲） - 「Fortune」収録曲
  - -Fly Away-（作詞） - 2ndアルバム『Make Progress』収録曲
  - IDentity（作曲・編曲・サウンドプロデュース） - 3rdアルバム『Speciality』収録曲
  - No Way Back（作詞・作曲・Basicサウンドアレンジ） - 『Speciality』収録曲
  - ダンサー用オリジナル楽曲（作曲・編曲・サウンドプロデュース） - 3rd CONCERT「"Speciality〜Next〜"2006」
  - EDEN（作詞・作曲・編曲・サウンドプロデュース・コーラスディレクション） - 4thアルバム『Don't Stay』収録曲
- w-inds.
  - 風詩-KAZAUTA-（作詞） - 19thシングル「TRIAL」収録曲
  - ブギウギ66（作詞：シライシ紗トリと共作） -  20thシングル「ブギウギ66」収録曲
  - Drive-Me-Crazy（作詞） - 「ブギウギ66」収録曲
  - If...（作詞） - 「ブギウギ66」収録曲
  - Top Secret（作詞） - 6thアルバム『Journey』収録曲
  - Milky Way（作詞） -  『Journey』収録曲
  - Storytelling（作詞） - VISION FACTORY presents「CHRISTMAS HARMONY」収録曲
- 中ノ森BAND
  - remember me...（作詞） - 4thシングル「i Need Love」収録曲
  - Fly High（作詞） - 5thシングル「Fly High」収録曲
  - Tomorrow（作詞） - 「Fly High」収録曲
  - 強がりキューピッド（作詞） - 「Fly High」収録曲
  - 聖なる夜の詩（作詞） - 2ndアルバム『Do the Rock』収録曲
  - Cannonball（作詞） - 『Do the Rock』収録曲
  - ポラリスピケトラ（作詞） - 『Do the Rock』収録曲
  - 君の中のム・ゲ・ン・ダ・イ（作詞） - 『Do the Rock』収録曲
  - New Year Party（作詞） - 『Do the Rock』収録曲
  - remember me...（Acoustic Version）（作詞） - 『Do the Rock』収録曲
- 少年隊
  - 想 SOH（作詞） - 27thシングル「想 SOH/自分で選んだ明日をゆく」収録曲
  - You&Me&Who?（作詞/H.U.B.・春和文と共作） - 29thアルバム『PLAYZONE 2006 Change』収録曲
  - 別れて行く3人（作詞） - 『PLAYZONE 2006 Change』収録曲
  - 最後の仕事（作詞） - 『PLAYZONE 2006 Change』収録曲
  - 僕が僕であること（作詞） - 『PLAYZONE 2006 Change』収録曲
  - 想 SOH（オリジナル・サウンドトラックver）（作詞） - 『PLAYZONE 2006 Change』収録曲
  - 明日に向かって（作詞） - 30thアルバム『PLAYZONE2007 Change2Chance-第1幕-』収録曲
- MAX
  - Prism of Eyes（作曲） - 30thシングル「SPLASH GOLD -夏の奇蹟-/Prism of Eyes」収録曲
- PARADISE GO!! GO!!
  - WIND SONG（作詞・作曲） - 4thシングル「Real Love」収録曲
- ユンナ
  - 夢の続き（作曲） - 4thシングル「タッチ／夢の続き」収録曲
  - 夢の続き-Album Version-（作曲） - 1stアルバム『Go! Younha』収録曲
- 滝沢秀明
  - 舞詩-Maiuta-（作曲・編曲・サウンドプロデュース） - LiveDVD『滝沢演舞城』収録曲
- D.D.D
  - Lovin' you（作曲） - 1stアルバム『D.D.D』収録曲
- 福田沙紀
  - 想い出が泣いている（作曲） - 1stアルバム『Sakippo』収録曲
- 光岡昌美(Mizca)
  - eternally（作曲・編曲・サウンドプロデュース） - デビューシングル「Hana」収録曲
  - eternally（Acoustic Version）（作曲・サウンドプロデュース） - 5thシングル「FREE BIRD」収録曲
  - マイルームディスコナイト（編曲・サウンドプロデュース） - Mizca4thシングル「らふぃおら」収録曲
- 絶対可憐チルドレン
  - WITH/明石薫 starring 平野綾（作曲） - ザ・チルドレンアルバム『level 7』収録曲
- 金色のコルダ
  - 木漏れ日/土浦梁太郎（伊藤健太郎）（作曲・編曲・サウンドプロデュース） - アルバム『金色のコルダ〜secondo passo〜 Tears』収録曲
  - 夢の軌跡/如月 律（声優・小西克幸）（作曲・編曲・サウンドプロデュース） - アルバム『金色のコルダ3 〜熱き心の調べよ〜』収録曲
  - Laboratory Love/天宮静（声優・宮野真守）（作曲・編曲・サウンドプロデュース） - アルバム『金色のコルダ3 SS IV 〜天音学園〜』収録曲
  - WINGS TO FLY/Maestro Fields（谷山紀章,福山潤,小西克幸,伊藤健太郎,日野聡）（作曲／編曲／サウンドプロデュース／コーラス／コーラスディレクション）
    - アルバム『金色のコルダ Blue♪Sky オリジナル・サウンドトラック』収録曲　※アニメ「金色のコルダ Blue♪Sky」オープニング主題歌
- タイナカサチ
  - My HERO（作曲） - 3rdアルバム『Destiny』収録曲
- 戦国無双3
  - 大河滔々/毛利元就（声優・石川英郎）（作曲・編曲・サウンドプロデュース） - アルバム『戦国無双3 閃・烈歌奥義』収録曲
- 遙かなる時空の中で3
  - 煌めきの月/ヒノエ（声優・高橋直純）、梶原景時（井上和彦）（作曲・編曲・サウンドプロデュース）
  - 濁流のほとり 清流の淵/梶原景時（井上和彦）（作曲・編曲・サウンドプロデュース）
    - 『遙かなる時空の中で3 〜終わりなき運命〜』イベント限定CDに収録（TVサイズバージョン）。
    - フルバージョンはアルバム『遙かなる時空の中で3 〜終わりなき運命〜 ヴォーカル集 永訣の桜月』に収録。
- 遙かなる時空の中で4
  - 永久の歌/遠夜（声優・高橋直純）（作曲・編曲・サウンドプロデュース・コーラス） - アルバム『遙かなる時空の中で4 〜瑞穂の国〜』収録曲
- AKB48
  - 嵐の夜には（作曲・編曲・サウンドプロデュース） - Team-B公演【シアターの女神】
  - 夜風の仕業（作曲） - Team-B公演【シアターの女神】「柏木由紀」ソロ曲
  - 風の行方（作曲・編曲・サウンドプロデュース） - 3rdアルバム「ここにいたこと」収録曲
  - わがままコレクション（作曲・編曲・サウンドプロデュース） - 3rdアルバム「ここにいたこと」収録曲
  - 夕陽マリー（編曲・サウンドプロデュース） - 30thシングル「So long !」収録曲
  - 誰かが投げたボール（編曲・サウンドプロデュース） - 37thシングル「心のプラカード」収録曲
- チームサプライズ
  - 愛しさを丸めて（編曲・サウンドプロデュース） - バラの儀式公演【第5弾】
  - キンモクセイ（編曲・サウンドプロデュース） - 重力シンパシー公演【第9弾】
- SKE48
  - 青空片想い（作曲） - 2ndシングル「青空片想い」収録曲
  - 青空片想い（2021 ver.）（作曲） - 28thシングル「あの頃の君を見つけた」収録曲
- NMB48
  - 届かなそうで届くもの（作曲） - 7thシングル「僕らのユリイカ」収録曲
  - 卒業旅行（作曲・編曲・サウンドプロデュース） - 11thシングル「Don't look back!」収録曲
- フレンチ・キス
  - 夜風の仕業（作曲・サウンドプロデュース） - 1stシングル「ずっと 前から」通常盤A収録曲
- 前田敦子
  - 夜明けまで（編曲・サウンドプロデュース） - 1stシングル「Flower」ACT-2収録曲
  - やさしい気持ち（編曲・サウンドプロデュース） - 3rdシングル「タイムマシンなんていらない」Type-B収録曲
- 遙かなる時空の中で5
  - 時空を越えて/八葉（寺島拓篤、鈴村健一、阿部敦、岡本信彦、立花慎之介、竹本英史、四反田マイケル、安元洋貴）（作曲・編曲・サウンドプロデュース） - アルバム『時空を越えて〜遙かなる時空の中で5〜』『遙かなる時空の中で5〜淡雪の心唄〜』収録曲
- 幸田夢波
  - Wishing diary（編曲・サウンドプロデュース） - シングル「ハプニング☆ダイアリー／Wishing diary」収録曲
- さくらしめじ
  - ぎふと（作詞・編曲・サウンドプロデュース） - 「ぎふと」収録曲
- M!LK
  - 逢い（編曲・サウンドプロデュース） - 「疾走ペンデュラム」<Type-A>収録曲
- OnePixcel
  - FREEDOM（作詞・作曲・編曲・サウンドプロデュース・コーラス） - 1stミニアルバム「ZERO」収録曲
- whiteeeen
  - ♡の魔法（編曲・サウンドプロデュース） - アルバム「ゼロ恋」収録曲
- ななみ（クリエイティブ・スーパーバイザーとして制作協力）
  - 笑火（編曲・サウンドプロデュース） - アルバム「Light in the Darkness」収録曲
  - Lovin' you～あなたと繋がる6つの方法～
  - Light in the Darkness
- 凛　（島崎貴光プロデュース）全作品の作曲・編曲・サウンドプロデュースを担当
  - VOiCE（作詞・作曲・編曲：伊藤俊と共同サウンドプロデュース） - 1stミニアルバム『凛として...』収録曲
  - フリージア（作曲、編曲：伊藤俊と共同サウンドプロデュース） - 『凛として...』収録曲
  - 迷える磁石（作詞・作曲・編曲・サウンドプロデュース） - 『凛として...』収録曲
  - シンシアリー（作詞・作曲・編曲：伊藤俊と共同サウンドプロデュース） - 『凛として...』収録曲
  - 暁（作詞・作曲・編曲・サウンドプロデュース） - 『凛として...』収録曲
  - マグマ（作詞・作曲・編曲・サウンドプロデュース） - 『凛として...』収録曲
  - 凛として...（作詞・作曲・編曲・サウンドプロデュース） - 『凛として...』収録曲、KOEI PS3「BLADESTORM 百年戦争」TVCMソング
  - FREEDOM（作詞・作曲・編曲・サウンドプロデュース） - 1stデジタルシングル「FREEDOM」「Ark」収録曲
  - Ark（作詞・作曲・編曲：伊藤俊と共同サウンドプロデュース） - 「FREEDOM」「Ark」収録曲
  - 華燈-HANABI-（作曲・編曲・サウンドプロデュース） - 2ndデジタルシングル「華燈-HANABI-」「SPIDER GIRL」収録曲
  - SPIDER GIRL（作曲・編曲：伊藤俊と共同サウンドプロデュース） - 「華燈-HANABI-」「SPIDER GIRL」収録曲
  - LOVE（作曲・編曲・サウンドプロデュース） - 3rdデジタルシングル「LOVE」収録曲
  - ジャンヌダルク（作詞・作曲・編曲・サウンドプロデュース） - 4thデジタルシングル「ジャンヌダルク」収録曲
  - アンドロイド（作曲・編曲・サウンドプロデュース） - 5thデジタルシングル「アンドロイド」収録曲
  - デスペラード（作詞・作曲・編曲・サウンドプロデュース） - 6thデジタルシングル「デスペラード」収録曲
  - LOOP（作曲・編曲・サウンドプロデュース） - 7thデジタルシングル「LOOP」収録曲
  - ハレルヤ（作曲・編曲・サウンドプロデュース） - 結婚式プロジェクトFreeCD収録曲　未発売曲
  - TRUTH（作曲・編曲・サウンドプロデュース） - 『TRUTH／片翼－ツバサ－の行方』収録曲、テレビ東京系アニメ「クロスファイト ビーダマン」OP主題歌。
  - 片翼－ツバサ－の行方（作詞・作曲・編曲・サウンドプロデュース） - 『TRUTH／片翼－ツバサ－の行方』収録曲、テレビ東京系アニメ「クロスファイト ビーダマン」ED主題歌。
  - 情熱イズム（作曲・編曲・サウンドプロデュース） - 2ndシングル「情熱イズム」収録曲「カードファイト!!ヴァンガードアジアサーキット編」ED主題歌。
  - 夢×現（作曲・編曲・サウンドプロデュース） - 『情熱イズム』収録曲
  - 孤高の証（作曲・編曲・サウンドプロデュース） - 「CR戦国無双」テーマソング　未発売曲
  - 紅の華（作曲・編曲・サウンドプロデュース） - 「パチスロ三國志」実機内使用楽曲　未発売曲
  - Xana-シャナ-（作曲・編曲・サウンドプロデュース） - ゲーム「車なごコレクション」主題歌
- ダ・ヴィンチ:ポワロ （凛と原田謙太のユニット）
  - 僕らがヒーロー（作詞・作曲・編曲・サウンドプロデュース） - テレビ東京系アニメ「トミカ絆合体 アースグランナー」ED主題歌。